# Драгумис, Ион
Ион Драгумис (греч. Ίων Δραγούμης; 2 [14] сентября 1878, Афины — 31 июля [13 августа] 1920, Афины) — греческий дипломат, политический деятель, революционер и писатель.

## Биография
Ион Драгумис родился 2 сентября 1878 года в Афинах в семье Стефаноса Драгумиса и Елизаветы Ивановны Кондоянаки (род. 1851  — † 1931) — министра иностранных дел в правительстве Харилаоса Трикуписа. Дед Иона Маркос Драгумис был греческим революционером начала XIX века, членом общества «Филики Этерия». Его сестра Юлия Драгуми — новогреческая писательница. Старший брат Николаос Драгумис — греческий художник постимпрессионист. Дед по матери - Иван Егорович Кондоянаки, греческий консул в Санкт-Петербурге. Бабушка по матери - Наталья Феодосьевна (урожд. Купчинская).
В 1899 году окончил обучение на юридическом факультете Афинского университета. Работал в Министерстве иностранных дел Греции.
В 1901 году назначен консулом Греции в Италии и Швейцарии, в 1902 — вице-консулом в городе Битола (Османская империя, ныне Северная Македония). Здесь Драгумис познакомился с революционером по имени Павлос Мелас, поддержал его и стал одним из участников революционного движения, известного в современной историографии как Борьба за Македонию 1904—1918 годов.
В 1905 году, после смерти Павлоса Меласа, переехал в Александрию. Здесь он познакомился с Пенелопой Дельта, урожденной Бенаки, дочью Эммануила Бенакиса, зажиточного фанариота. Их роман продолжался до 1912 года, когда Драгумис влюбился в актрису Марику Котопули.

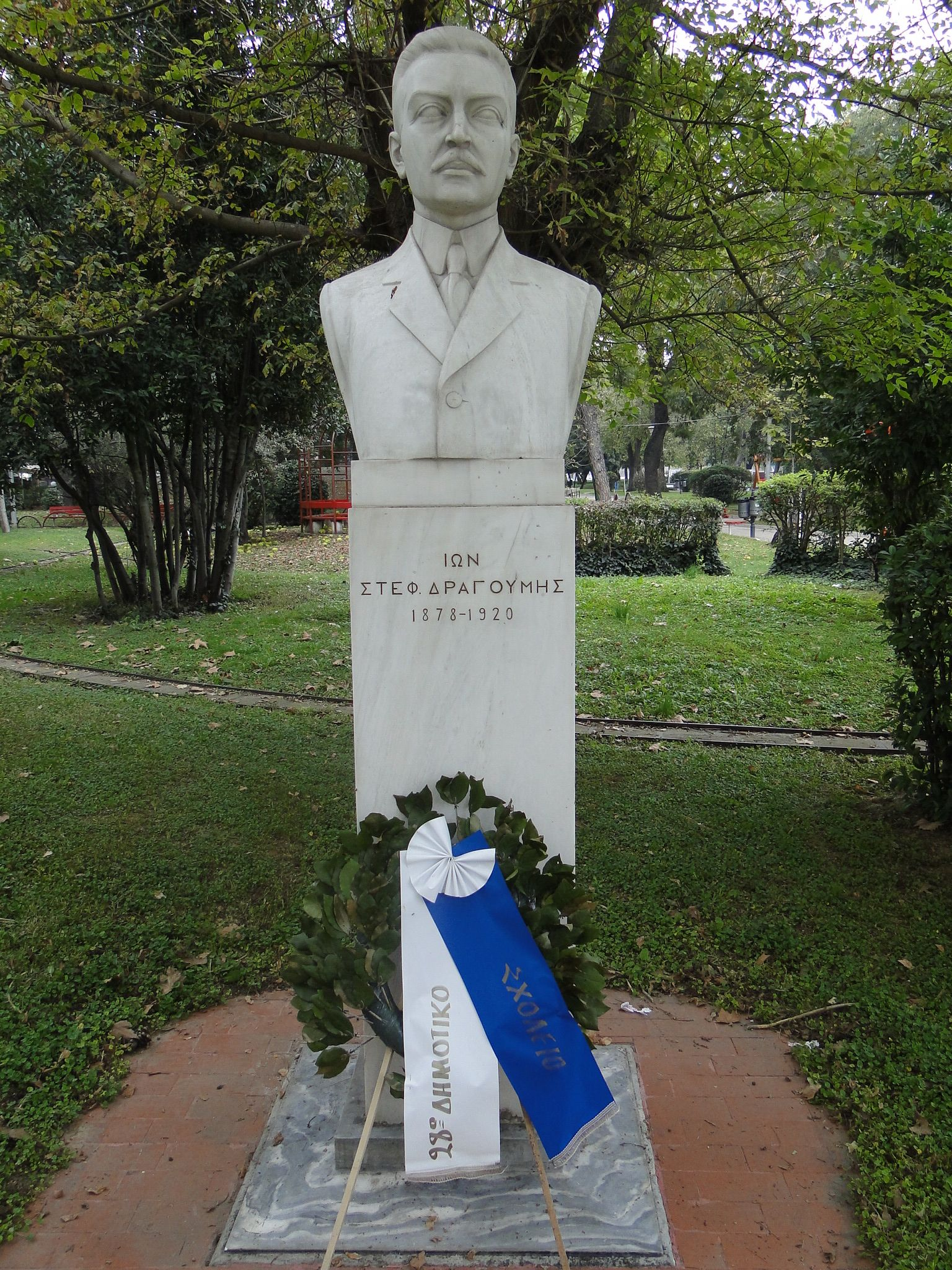
Памятник Иону Драгумису в Салониках

В 1907 году переехал в Константинополь, столицу Османской империи. В Турции он совместно с греками-членами парламента Турции издавал журнал греческое «Политическое обозрение». В период 1910—1912 годов Ион Драгумис участвовал в Балканских войнах, был удостоен честь первым поднять греческий флаг над освобожденными Салониками.
В начале Первой мировой войны (1914) назначен послом Греции в России, прибыл в Санкт-Петербург.
В 1915 году вышел в отставку, хотя продолжал активно участвовать в политической жизни страны. В 1920 году в столичной газете «Катимерини» вышла его статья, которая жестко критиковала действия премьер-министра Элефтериоса Венизелоса.
Вскоре после покушения на Венизелоса 12 августа 1920 года в Париже, в числе оппозиционных деятелей был арестован и расстрелян без суда в военных казармах района Амбелокипи. На том месте позже установлена мемориальная доска.

## Литературная и общественная деятельность
Авторству Иона Драгумиса принадлежат преимущественно национально-патриотические произведения. Большинство произведений он подписывал псевдонимом Идас. Основу его литературного наследия и составляет почти автобиографическая трилогия, созданная на основе впечатлений и воспоминаний о Борьбе за Македонию. В 1907 году вышла в свет первая книга под названием «Кровь героев и мучеников» (греч. Μαρτύρων και Ηρώων Αίμα). Вторая книга «Самофраки» (греч. Σαμοθράκη) опубликована в 1909 году, а в 1911 году — третья книга «Те, кто жив» (греч. Όσοι Ζωντανοί). Последний литературный труд Драгумиса написан в 1923 году, роман назывался «Прекращение».
Писал Ион Драгумис на димотике. В Салониках он основал образовательный кружок «Εκπαιδευτικός Όμιλος, членами которого также были Александрос Делмузос, Манолис Триандафиллидис, Димитрис Глинос.

## Основные произведения
- »Το Μονοπάτι (1902)"
- «Μαρτύρων και Ηρώων Αίμα (1907)»
- «Σαμοθράκη (1908)»
- «Όσοι Ζωντανοί (1911)»
- «Ελληνικός Πολιτισμός (1914)»
- «Σταμάτημα (1918)»
- «Ο ελληνισμός μου και οι Έλληνες» (опубликовано 1927 братом Филиппом Драгумисом)